# 鼓楼街道 (霍州市)
鼓楼街道，是中华人民共和国山西省临汾市霍州市下辖的一个乡镇级行政单位。

## 行政区划
鼓楼街道下辖以下地区：
观坡街社区、偏门社区、南通社区、桥西社区、后塞社区、鼓南社区、车站路社区、北峰村、西街村、南街村和北街村。